# Göran Rosenberg

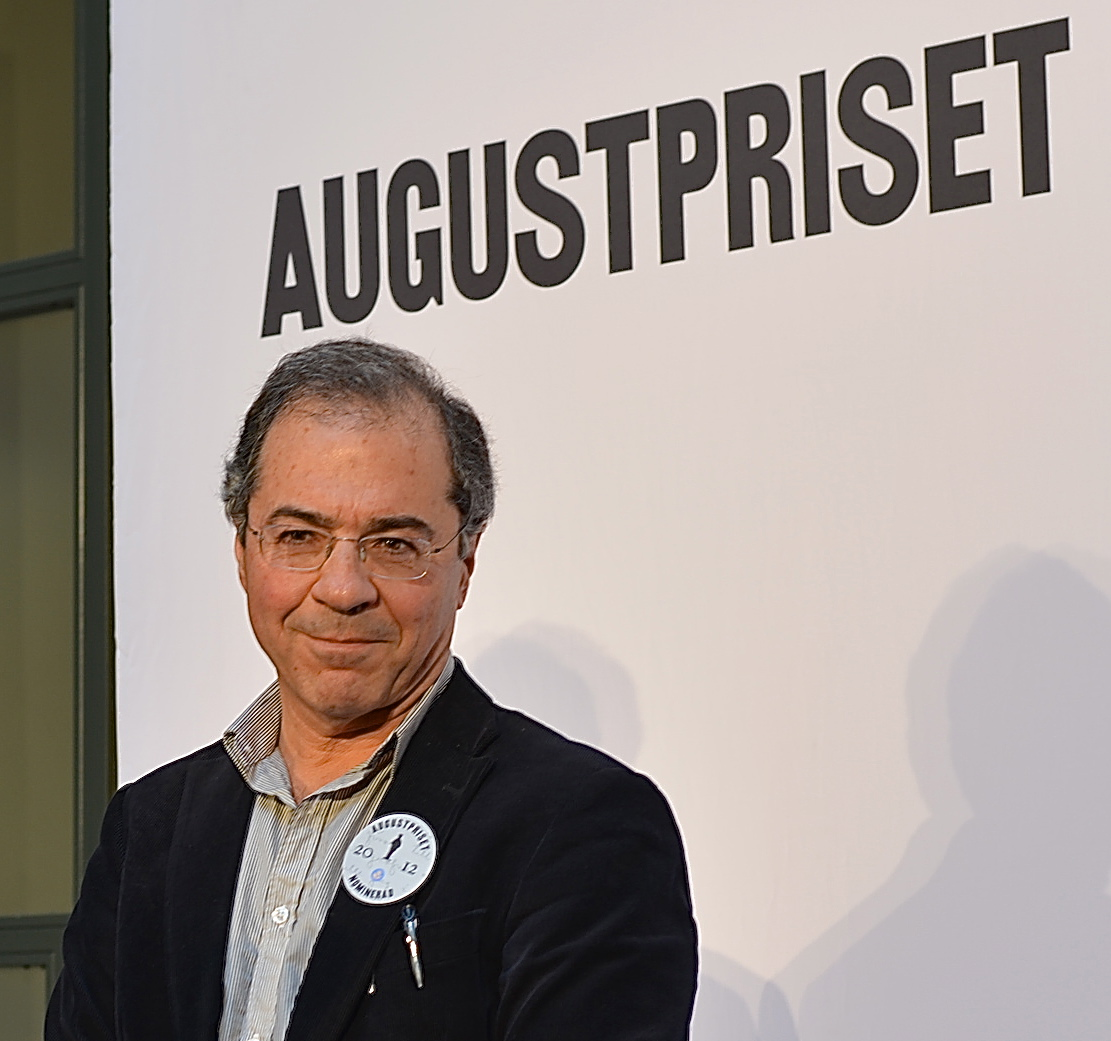
Göran Rosenberg fick Augustpriset 2012.

Göran Jakob Rosenberg, född 11 oktober 1948 i Södertälje församling, Stockholms län, är en svensk författare och journalist. Han har varit reporter och programledare inom både radio och TV samt verkat som krönikör i svensk dagspress. 1990 grundade han tidningen Moderna Tider. Fram till 2021 har han skrivit ett tiotal böcker, många med koppling till modern politik eller judisk identitet och historia. Ett kort uppehåll på vägen från Auschwitz vann 2012 Augustpriset.

## Biografi

### Bakgrund och studier
Göran Rosenberg är son till David Rosenberg och Hala Rosenberg, född Staw, från Łódź i Polen, som båda kom till Sverige som överlevande (judar) från Förintelsen. Han växte upp i Södertälje och Stockholm men tillbringade också två år av sin barndom i Israel. Han studerade matematik, filosofi och statsvetenskap vid Stockholms universitet 1966–1968 och gick på Journalisthögskolan i Stockholm 1968–1970.

### Etermedier och filmer
Efter anställning vid A-pressens redaktionstjänst 1970 blev Rosenberg 1972 inrikesreporter på Dagens eko i Sveriges Radio och inrikesreporter på Rapport i televisionen år 1975. År 1977 gick han över till Aftonbladet för att starta dess nya söndagsbilaga Magasinet men återgick 1979 till televisionen och anställdes vid det nybildade bolaget Sveriges Television. Där var han 1979–1985 reporter och programledare för det fördjupande nyhetsprogrammet Magasinet och 1985–1989 TV2:s USA-korrespondent.
1990–1999 var han chefredaktör för månadsmagasinet Moderna Tider samt ledde aktualitetsprogrammet med samma namn i TV3. Åren 1991–2011 var Rosenberg kolumnist i Dagens Nyheter. Från 2012 till 2023 månatlig krönikör i radioprogrammet Godmorgon världen, sedan 2011 återkommande skribent på Expressens kultursida.
Från hösten 2003 arbetade Rosenberg vid TV4:s samhällsredaktion där han verkat som programledare och dokumentärproducent, bland annat med två uppmärksammade resereportage från USA, 2004 och 2008. Hans dokumentärfilm Den svarta staden med det vita huset belönades med The Golden Nymph vid den internationella TV-festivalen i Monte Carlo 1990. Dokumentärfilmen Goethe och ghetto (tillsammans med Peter Berggren) belönades med The Czech Crystal vid den internationella TV-festivalen i Prag 1996.

### Författare
Rosenberg är författare till ett flertal böcker, bland annat Det förlorade landet, som har översatts till flera språk, senast 2011 till polska, och nominerades till Augustpriset 1996. Hans bok om den amerikanska idén, Friare kan ingen vara, första gången utgiven 1991, har utkommit i flera reviderade upplagor. I november 2012 tilldelades han Augustpriset i den skönlitterära klassen för boken Ett kort uppehåll på vägen från Auschwitz, en berättelse om faderns resa som överlevande från Auschwitz till Södertälje i Sverige. Boken är översatt till tretton språk.
År 2021 utkom han med boken Rabbi Marcus Ehrenpreis obesvarade kärlek, med en berättelse av överrabbinen i Stockholms societet i början av 1900-talet. I mars 2022 tilldelades han Axel Hirschs pris av Svenska akademien och i juni 2022 Letterstedtska författarpriset av Kungliga vetenskapsakademien.

### Familj
Göran Rosenberg har varit gift med dramapedagogen Annika Isaksson (1948–2011). De är föräldrar till Vanna Rosenberg. Han har senare varit partner med Jayne Svenungsson.

## Priser och utmärkelser
- 1993 – Stora journalistpriset
- 1998 – Lotten von Kræmers pris av Samfundet De Nio
- 1998 – Publicistklubbens stora pris[16]
- 2000 – Filosofie hedersdoktor vid Göteborgs universitet[17]
- 2001 – Gun och Olof Engqvists stipendium
- 2002 – Gerard Bonniers stipendium för kulturjournalistik
- 2003 – Axel Liffner-stipendiet
- 2004 – Torgny Segerstedts frihetspenna
- 2008 – Sigtunastiftelsens författarstipendium
- 2010 – Smålands Akademis pris till minne av Viktor Rydberg
- 2012 – Gun och Olof Engqvists stipendium
- 2012 – Augustpriset för Ett kort uppehåll på vägen från Auschwitz
- 2022 – Axel Hirschs pris för Rabbi Marcus Ehrenpreis obesvarade kärlek[18]
- 2022 – Letterstedtska författarpriset för Rabbi Marcus Ehrenpreis obesvarade kärlek[19]